# Bazoges-en-Pareds
Bazoges-en-Pareds és un municipi francès situat al departament de Vendée i a la regió de País del Loira. L'any 2007 tenia 1.138 habitants.

## Demografia

### Població
El 2007 la població de fet de Bazoges-en-Pareds era de 1.138 persones. Hi havia 439 famílies de les quals 107 eren unipersonals (63 homes vivint sols i 44 dones vivint soles), 170 parelles sense fills, 142 parelles amb fills i 20 famílies monoparentals amb fills.
La població ha evolucionat segons el següent gràfic:
Habitants censats

### Habitatges
El 2007 hi havia 590 habitatges, 449 eren l'habitatge principal de la família, 96 eren segones residències i 45 estaven desocupats. 582 eren cases i 6 eren apartaments. Dels 449 habitatges principals, 359 estaven ocupats pels seus propietaris, 80 estaven llogats i ocupats pels llogaters i 10 estaven cedits a títol gratuït; 15 tenien dues cambres, 47 en tenien tres, 98 en tenien quatre i 290 en tenien cinc o més. 396 habitatges disposaven pel capbaix d'una plaça de pàrquing. A 203 habitatges hi havia un automòbil i a 221 n'hi havia dos o més.

### Piràmide de població
La piràmide de població per edats i sexe el 2009 era:
| Homes | Edats   | Dones |
| ----- | ------- | ----- |
| 0     | 95 o +  | 0     |
| 0     | 90 a 94 | 12    |
| 16    | 85 a 89 | 16    |
| 8     | 80 a 84 | 20    |
| 20    | 75 a 79 | 44    |
| 20    | 70 a 74 | 20    |
| 20    | 65 a 69 | 36    |
| 56    | 60 a 64 | 36    |
| 20    | 55 a 59 | 36    |
| 20    | 50 a 54 | 36    |
| 52    | 45 a 49 | 16    |
| 24    | 40 a 44 | 32    |
| 28    | 35 a 39 | 20    |
| 40    | 30 a 34 | 40    |
| 24    | 25 a 29 | 32    |
| 28    | 20 a 24 | 16    |
| 36    | 15 a 19 | 28    |
| 36    | 10 a 14 | 40    |
| 32    | 5 a 9   | 24    |
| 32    | 0 a 4   | 24    |

## Economia
El 2007 la població en edat de treballar era de 661 persones, 495 eren actives i 166 eren inactives. De les 495 persones actives 460 estaven ocupades (261 homes i 199 dones) i 35 estaven aturades (12 homes i 23 dones). De les 166 persones inactives 70 estaven jubilades, 37 estaven estudiant i 59 estaven classificades com a «altres inactius».

### Ingressos
El 2009 a Bazoges-en-Pareds hi havia 452 unitats fiscals que integraven 1.175,5 persones, la mediana anual d'ingressos fiscals per persona era de 14.561 €.

### Activitats econòmiques
Dels 42 establiments que hi havia el 2007, 1 era d'una empresa alimentària, 3 d'empreses de fabricació d'altres productes industrials, 11 d'empreses de construcció, 8 d'empreses de comerç i reparació d'automòbils, 1 d'una empresa de transport, 2 d'empreses d'hostatgeria i restauració, 2 d'empreses financeres, 2 d'empreses immobiliàries, 7 d'empreses de serveis, 3 d'entitats de l'administració pública i 2 d'empreses classificades com a «altres activitats de serveis».
Dels 16 establiments de servei als particulars que hi havia el 2009, 1 era una oficina bancària, 2 tallers de reparació d'automòbils i de material agrícola, 1 autoescola, 3 paletes, 1 guixaire pintor, 2 fusteries, 1 lampisteria, 2 electricistes, 1 perruqueria, 1 restaurant i 1 agència immobiliària.
Dels 3 establiments comercials que hi havia el 2009, 1 era una gran superfície de material de bricolatge, 1 una fleca i 1 una llibreria.
L'any 2000 a Bazoges-en-Pareds hi havia 51 explotacions agrícoles que ocupaven un total de 2.508 hectàrees.

## Equipaments sanitaris i escolars
L'únic equipament sanitari que hi havia el 2009 era una farmàcia.
El 2009 hi havia 2 escoles elementals.

## Poblacions més properes
El següent diagrama mostra les poblacions més properes.